# Bodsjö kyrka
Bodsjö kyrka är en kyrkobyggnad i samhället Bodsjö i Bräcke kommun. Den tillhör Revsund, Sundsjö, Bodsjö församling i Härnösands stift.

## Kyrkobyggnaden
Traktens första kyrkobyggnad var enligt sägnen ett litet kapell med trävirke från 1291, vilket gör det till Jämtlands äldsta kända trähus. Byggnaden, vars ursprungliga funktion inte går att fastställa, kallas Boddas bönhus och skall enligt en tradition vara byggt av en norsk kvinna vid namn Bodda och hennes söner som bosatte sig i Bodsjö. Ursprungligen låg kapellet annorstädes i socknen men 1911 fraktades det fyra kilometer till sin nuvarande plats nära Bodsjö kyrka.
1796 uppfördes nuvarande träkyrka av byggmästare Pål Persson i Stugun. Tidigare kyrka med klockstapel revs samma år.

## Inventarier
- Predikstolen är tillverkad 1806 av bildhuggaren Jonas Edler.[2]
- Nuvarande altartavla är målad av konstnären Gottfrid Kallstenius och skildrar hur Jesus i orten Nain väcker upp en änkas son från de döda. (Lukas 7:11-17)
- I tornet hänger två klockor som är gjutna av Linderbergs metallfabrik i Sundsvall. Lillklockan är från 1830 och storklockan från 1874.

## Orgel
- 1909-1911 är nuvarande orgel byggd och installerad av Christian Schuster (1850-1911) tillsammans med Jöns Eriksson (f. 1866), båda Östersund. Den har 12 stämmor fördelade på två manualer och självständig pedal. 1948 omdisponerades fyra stämmor av E. A. Setterquist & Son eftr.